# Contea di Sauk
La contea di Sauk (in inglese, Sauk County) è una contea dello Stato del Wisconsin, negli Stati Uniti. La popolazione al censimento del 2000 era di 55 225 abitanti. Il capoluogo di contea è Baraboo.